# Atractomorpha brevicornis
Atractomorpha brevicornis är en insektsart som först beskrevs av Carl Peter Thunberg 1815.  Atractomorpha brevicornis ingår i släktet Atractomorpha och familjen Pyrgomorphidae. Inga underarter finns listade i Catalogue of Life.